# Municipio de Villa Unión
El municipio de Villa Unión es uno de los 38 municipios en que se encuentra dividido el estado mexicano de Coahuila. Ubicado en el noreste del estado, su cabecera es la población de Villa Unión.

## Geografía
El municipio de Villa Unión se encuentra localizado en la región noreste del estado de Coahuila, en la región conocida como los cinco manantiales. Tiene una extensión territorial de 1857.322 kilómetros cuadrados, que representan el 1.2% del territorio estatal y sus coordenadas geográficas extremas son 28° 23' - 27° 50' de latitud norte y 101° 02' - 100° 33' de longitud oeste. Su altitud fluctúa entre un máximo de 800 y un mínimo de 200 metros sobre el nivel del mar.
Tiene límites al noroeste con el municipio de Allende, al norte con el municipio de Nava, al este con el municipio de Guerrero, al sur con el municipio de Juárez y al oeste con el municipio de Sabinas.

## Demografía
De acuerdo con los resultados del Censo de Población y Vivienda realizado en 2010 por el Instituto Nacional de Estadística y Geografía, Villa Unión tiene una población total de 6 289 habitantes.

### Localidades
En el Censo de 2020 el municipio de Villa Unión contaba con 58 localidades.
| Código INEGI      | Localidad         | Población (2020) |
| ----------------- | ----------------- | ---------------- |
| 050370001         | Villa Unión       | 5 443            |
| Otras localidades | Otras localidades | 745              |
| Total municipal   | Total municipal   | 6 188            |

## Política
El gobierno del municipio de Villa Unión le corresponde a su ayuntamiento, el cual está integrado por el presidente municipal, un síndico y el cabildo conformado por seis regidores, cuatro electos por mayoría relativa y dos por el principio de representación proporcional. Todos son electos mediante voto universal, directo y secreto para un periodo de cuatro años con posibilidad de ser reelectos por un único periodo inmediato.

### Representación legislativa
Para la elección de diputados locales al Congreso de Coahuila y de diputados federales a la Cámara de Diputados federal, el municipio de Villa Unión se encuentra integrado en los siguientes distritos electorales:
Local:
- Distrito electoral local de 5 de Coahuila con cabecera en Monclova.[7]

Federal:
- Distrito electoral federal 3 de Coahuila con cabecera en Monclova.[8]